# Wild Youth
Wild Youth – irlandzki indie rockowy zespół muzyczny założony w 2016 roku w Dublinie, składający się z Davida Whelana, Conora O'Donohoe'a, Eda Portera i Calluma McAdama. Reprezentują Irlandię w Konkursie Piosenki Eurowizji w Liverpoolu, z utworem We Are One.

## Kariera muzyczna
Zespół został założony w 2016 roku w Dublinie przez czterech muzyków: Davida Whelana, Conora O'Donohe'a, Eda Portera i Calluma McAdama. Członkowie sami piszą i komponują swoje piosenki. Ich debiutancki singiel All Or Nothing ukazał się w maju 2017 roku. Po nim ukazało się kilka utworów, które stały się hitami w Irlandii. Po sukcesie na krajowej scenie muzycznej zespół w 2019 roku wyruszył w trasę koncertową razem z Lewisem Capaldim i Westlife. W tym samym roku ukazał się ich pierwszy mini album zatytułowany The Last Goodbye.
W 2023 roku zwyciężyli z utworem „We Are One” w finale krajowych eliminacji do 67. Konkursu Piosenki Eurowizji 2023, dzięki czemu reprezentowali Irlandię podczas konkursu w Liverpoolu. Nie zakwalifikowali się do finału, zajmując 12. miejsce w półfinale.

## Dyskografia

### Minialbumy
| Rok  | Tytuł            | Szczegóły                                                    |
| ---- | ---------------- | ------------------------------------------------------------ |
| 2019 | The Last Goodbye | * Format: CD, cyfrowy - Wydawca: Imperfectly Perfect Records |

### Single
| Tytuł      | Rok  | Pozycje na listach przebojów |
| Tytuł      | Rok  | IRE                          |
| ---------- | ---- | ---------------------------- |
| We Are One | 2023 | 93                           |